# Cajamarca (departement)
Cajamarca är ett av 24 departement i Peru.

## Geografi
Cajamarca är det departement region där Anderna tränger in i Peru, men regionen har inga högre bergstoppar.
Floden Marañón bildar gräns mot Amazonas, varefter floden förenar sig med Amazonfloden.

## Ekonomi
Jordbruket är den viktigaste näringen. Utförsel och handel med andra regioner sker med majs, potatis, yuccapotatis, vete och även kaffe. Regionen har varit och är en viktig producent av textilier. Gruvnäring förekommer och Yanacochagruvan är en av världens rikaste guldgruvor. Turismen har också stor betydelse för regionen, inte minst är staden Cajamarca av historiskt intresse.

## Historia
Regionen har en historia som omfattar flera tusen år. Gamla kulturer har efterlämnat spår i form av grottmålningar och stenarbeten. 
Bland kända arkeologiska sevärdheter kan nämnas Kontur Huasi och Pacopampa. Kontur Huasi var en administrativ och ceremoniell ort med tempel och andra monument och är även känd för guldarbeten av hög kvalitet.
I Ventanilla de Otuzco förekommer begravningsnischer inhuggna i berget, samma begravningssätt förekommer också på andra ställen i regionen. 
Cajamarca-kulturen med fynd av keramik utvecklades under 200-talet, den påminner om Chavin.
Regionen införlivades med Inkariket under 1400-talet och blev ett betydande centrum för textilproduktion.
I Cajamarca tillfångatogs den siste inkan, Atahualpa, av Francisco Pizarro år 1532. Lösesumman (ett rum fyllt med guld) betalades av indianerna, men likafullt dödades inkan av spanjorerna.

## Demografi
Cajamarca är det departement som har störst procentuell andel landsbygdsbefolkning, urbanisationsgrad är bara 24,7%. Befolkningen är främst spansktalande och inslaget av quechuaindianer är litet. Trots detta är graden av analfabetism hög, 27,2%.

## Kultur
Den första nationalparken i Peru bildades 1961 och heter Cutervo nationalpark. Den bildades för att främst skydda en speciell fågel: Guacharofågeln.
Cajamarca är känt för sin tjurfäktningar, vilka hålls under hela året.